# Oliver Kraft (Manager)
Oliver Kraft (* 13. Dezember 1962 in Offenbach am Main) ist ein deutscher Wirtschaftsinformatiker. Von Februar 2010 bis April 2013 war er Vorstandsvorsitzender der DB Netz AG.

## Werdegang
Er beendete 1989 sein Studium der Wirtschaftsinformatik an der TH Darmstadt mit dem Diplom und übernahm dann eine Beratertätigkeit bei KPMG. Später folgten Tätigkeiten bei PricewaterhouseCoopers und Fresenius.
1998 wechselte Kraft zur Deutschen Bahn, wo er kaufmännische Tätigkeiten ausübte sowie Infrastrukturplanung und -projekte verantwortete. Anschließend war er von 2001 bis 2002 kaufmännischer Leiter und Sprecher der Niederlassung Süd, von 2002 bis 2004 Geschäftsfeldleiter Regionalnetze.
Zum 1. Februar 2006 wurde er für das neue Ressort Netzinvestitionen, Fern- und Ballungsnetz zum Mitglied des Vorstands der DB Netz AG bestellt. Er war später Vorstand Produktion. Kraft hatte die Sparte Netz, die das 34.000 km lange Netz verwaltet, zum größten Gewinnbringer im Konzern gemacht. Mitte Februar 2010 wurde er mit sofortiger Wirkung zum Vorstandsvorsitzenden des Unternehmens ernannt. An seine Stelle als Produktionsvorstand trat zum Monatswechsel Ralph-Peter Hänisch. Kraft übernahm die Position von Volker Kefer, der von Bahnchef Rüdiger Grube in die neue Position des Technikvorstandes der Deutschen Bahn AG geholt worden war. In dieser Funktion führte er unter anderem lärmabhängige Trassenpreise ein.
Mitte März 2013 wurde seine überraschende Abberufung bekannt. Laut einem Zeitungsbericht seien unterschiedliche Auffassungen über die Strategie der Grund dafür gewesen. Parallel dazu wurde auch DB-Netz-Personalvorstand Hans-Otto Umlandt abberufen. Er legte „in gegenseitigen Einvernehmen“ zum 30. April 2013 sein Vorstandsmandat nieder und schied aus dem Unternehmen aus. Sein Nachfolger an der Spitze von DB Netz wurde Frank Sennhenn. Bahnchef Grube sagte Mitte 2013 in einem Interview, das Unternehmen sei mit seiner Arbeit nicht zufrieden gewesen. Es habe „eine ganze Reihe von Punkten“ gegeben, die „nicht in Ordnung waren“. Dies habe auch zu Personalentscheidungen bei DB Netz geführt. Im Juni 2013 war bekannt geworden, dass sich Kraft vor seinem Rücktritt dafür eingesetzt hatte, dass ein größerer Teil des Gewinns aus der Infrastruktur in der Sparte verbleibt. Damit sei der Manager im DB-Vorstand auf Widerstand gestoßen. Schon früh hat er darauf hingewiesen, dass die Planungen für die Erneuerung der 9000 Brücken, die mittlerweile älter als 100 Jahre sind, beginnen müssen und die Finanzierung sichergestellt werden muss.
Von 1. November 2013 bis Anfang 2015 war Kraft Geschäftsführer des House of Logistics and Mobility (HOLM) in Frankfurt am Main. Zum 1. April 2015 wurde Oliver Kraft zum Sprecher der Geschäftsführung der voestalpine BWG GmbH ernannt, einem Eisenbahnweichen produzierenden Unternehmen. Im April 2020 wurde er zum Chairman of UNIRAILINFRA berufen, einem Verband aus über 100 Mitgliedern im Eisenbahnsektor mit Sitz in Brüssel. Ebenfalls im April 2020 übernahm er die Funktion des Leiter der Landesfachkommission Infrastruktur im Wirtschaftsrat der CDU. Seine berufliche Laufbahn hat er im Laufe des Jahres 2024 beendet und vorgenannte Ämter und Positionen niedergelegt.  
Im Oktober 2015 promovierte Oliver Kraft mit dem Thema Modell zur Berechnung der volkswirtschaftlich optimalen Kombination von Lärmschutzmaßnahmen an der Bergischen Universität Wuppertal zum Dr.-Ing.